# Акра (Ирак)
Акра (араб. عقرة‎, курд. Akrê, сорани ئاکرێ, сир. ܥܩܪܐ ʻaqra) — город на севере Ирака, расположенный на территории мухафазы Найнава. Административный центр одноимённого округа.

## Географическое положение
Город находится в северо-восточной части мухафазы, в горной местности, на высоте 655 метров над уровнем моря.

Акра расположена на расстоянии приблизительно 73 километров к северо-востоку от Мосула, административного центра провинции и на расстоянии 372 километров к северу от Багдада, столицы страны.

## Население
По данным последней официальной переписи 1965 года, население составляло 8 671 человек.
Динамика численности населения города по годам:
| 1965  | 2012   |
| ----- | ------ |
| 8 671 | 27 166 |

## Уроженцы
- Хинер Салеем — курдский кинорежиссёр.